# (348) May
(348) May est un astéroïde de la ceinture principale découvert par Auguste Charlois le 28 novembre 1892.